# Classificador quadràtic

Un polinomi quadràtic amb dues arrels reals (encreuaments de l'eix x) i, per tant, sense arrels complexes. Alguns altres polinomis quadràtics tenen el seu mínim per sobre de l'eix x, en aquest cas no hi ha arrels reals i dues arrels complexes.

En estadística, un classificador quadràtic és un classificador estadístic que utilitza una superfície de decisió quadràtica per separar les mesures de dues o més classes d'objectes o esdeveniments. És una versió més general del classificador lineal.
La classificació estadística considera un conjunt de vectors d'observacions x d'un objecte o esdeveniment, cadascun dels quals té un tipus conegut y. Aquest conjunt s'anomena conjunt d'entrenament. El problema és determinar, per a un vector d'observació nou donat, quina hauria de ser la millor classe. Per a un classificador quadràtic, se suposa que la solució correcta és quadràtica en les mesures, de manera que y es decidirà en funció de
{\displaystyle x^{T}Ax+b^{T}x+c}
En el cas especial en què cada observació consta de dues mesures, això vol dir que les superfícies que separen les classes seran seccions còniques (és a dir, una línia, un cercle o una el·lipse, una paràbola o una hipèrbola). En aquest sentit, podem afirmar que un model quadràtic és una generalització del model lineal, i el seu ús es justifica per la voluntat d'ampliar la capacitat del classificador per representar superfícies separadores més complexes.